# 脱窒

窒素循環のモデル図

脱窒（だっちつ）とは、窒素化合物を分子状窒素として大気中へ放散させられる
作用または工程を指す。窒素循環の最終段階であり、主に微生物によって行われる。
無機窒素塩類を化学肥料として多用する近代農業のもとでは、作物の同化作用へ吸収されず残留したそれら塩類が地下水へ侵入・汚染することを制限する役割を果たしている。
- 硝酸は陰イオンであり、土壌（粘土鉱物、腐食質）もマイナスコロイドである。このため降雨により地下浸透しやすい。
- 施用された硝酸塩の大部分が土壌・地下水へ浸透し上水汚染につながることは、1960年代にアメリカのイリノイ州デカトール市で同位体比法（窒素の同位体15Nが植物へ吸収されにくい現象を利用する）により、初めて立証された。
- 日本の硝酸性窒素及び亜硝酸性窒素への規制は水質汚濁防止法により行われる[2]。

大気汚染源としての窒素酸化物も、降水・降下で土壌や水系へ移行後にこの作用で還元される。

## 硝酸還元菌、脱窒菌
かなりの数が知られている硝酸還元菌のうち、硝酸イオンを窒素にまで還元する能力を備えるPseudomonas denitrificansなどは特に脱窒菌と呼ばれる。他にParacoccus d.、Thiobacillus d.などが知られる。

### 脱窒のしくみ
通性嫌気性従属栄養細菌は分子状酸素が十分に存在する環境では好気性細菌と同じ好気呼吸を行い、酸素で有機物を代謝して生育、増殖する。環境が変化し酸素が乏しくなると、どちらも嫌気呼吸を行うが、通性嫌気性細菌は好気性細菌よりも効率よく対応できる（絶対好気性生物は短時間で死滅）。
ただし好気性細菌は内生呼吸同様の自己分解状態で、資化や増殖が著しく制限される。一方、発酵を行える嫌気性細菌では資化増殖ともに可能だが、好気呼吸時より著しく効率が悪くなる。
このとき硝酸イオンが存在すれば、硝酸還元菌は硝酸塩呼吸を行い、優位に立てる。硝酸塩呼吸のエネルギー効率は好気呼吸の約半分だが、内生呼吸や発酵に比較すれば圧倒的に有利だからである。
多種の硝酸還元菌が腸内細菌や醸造酒、発酵食品の製造過程などに存在するが、大部分は亜硝酸を還元する能力を持たない。生存競争で優位に立つには硝酸還元能のみで十分で、複雑な硝酸塩呼吸の全代謝系を備えるに至らなかったものと思われる。
硝酸還元菌が生成した亜硝酸イオンは脱窒菌が共存すれば吸収され、脱窒の一部と見なせる。同じ理由で硝化において亜硝酸細菌が優勢で硝酸まで酸化が進んでいなくとも、脱窒は進行する。ただし大腸菌などの腸内細菌には亜硝酸を還元するにあたって窒素ではなくアンモニアにしてしまう非脱窒型の代謝を行うものがあり、これは除かれる。

### その他
Thiobacillus denitrificansは独立栄養細菌であり、代表的な硫黄酸化脱窒菌とされる。有機物ではなく硫黄イオン（硫化水素）やチオ硫酸イオンを硫酸に酸化し、炭酸を炭素源とする代謝を行うが、やはり硝酸塩呼吸の能力を備え、脱窒菌である。硫黄濃度の高い海底などで見られる。
Anammoxは嫌気性アンモニア酸化(Anaerobic Ammonium Oxidation)の意味で、炭酸資化の独立栄養細菌である。亜硝酸とアンモニアから窒素を生成する共脱窒を行う。
Paracoccus pantotrophus、Thiosphaera pantotrophaは好気性脱窒菌とされ、研究が進められている。
これら細菌以外に真菌も脱窒をはじめ多様な窒素代謝能力を持つことが明らかになり、研究が進められている。

## 窒素除去への利用
環境工学分野では主に、水中からの生物学的窒素除去に利用、研究がなされている。
代表的な廃水処理法である活性汚泥法では、好気的微生物を主体に有機物の酸化を行う。この工程に硝化作用を組み入れ、さらに脱窒工程を組み合わせることで、きわめて効率的な窒素除去が可能となる。
注意すべきは、脱窒菌の硝酸塩呼吸は好気呼吸ができない環境でやむを得ず行っているのであり、溶存酸素濃度が高い環境では進行しなくなることである。0.2mg/l以下で好気呼吸に取って代わり、0.5mg/l以上では停止する。ただし、実装置内で脱窒菌は多様な菌種と共存しているため、溶存酸素濃度がかなり高くても(ある研究では6.0mg/l)生物相内の濃度勾配により脱窒が生じる事が確認されている。この傾向は分散相、フロック、生物膜、担体・グラニュールの順で強まり、硝化と脱窒を同時進行させる設計もなされている。
装置内の反応液について酸化還元電位を測定し、反応状態を推測することができる。例えば、硝化工程直後の水は酸素が残存し-50mV以上を示す。脱窒工程に入ると電位は低下するが、-100mVを切らない場合、脱窒が進んでいない恐れが高い。逆に-200mV以下では硝酸イオンが還元されつくし、無酸素状態を超えて嫌気状態へ進みはじめている。-300mV以下はメタン発酵が生じる絶対嫌気領域で脱窒菌の生育に適さない。なお、酸化還元電位は水素イオン濃度とは異なり相対的・曖昧な指標なので、50mV単位程度で捉えるべきである。
脱窒工程では必要に応じ、有機物としてメタノールを補給する。その場合の反応方程式として下記があげられている。
{\displaystyle {\rm {NO_{3}{}^{-}+1.08\ CH_{3}OH+H^{+}\rightarrow 0.065\ C_{5}H_{7}NO_{2}}}}（脱窒菌）{\displaystyle {\rm {+0.47\ N_{2}\uparrow +0.76\ CO_{2}+2.44\ H_{2}O}}}
硝化菌より比増殖速度が大きく、アルカリ度が硝化反応の半分ほど生じる。脱窒菌への水温の影響は通常の活性汚泥と同程度とされ、比増殖速度はむしろ生物相の中で硝酸塩呼吸の優位性を発揮できる程度によると考えられる。
実装置ではメタノールに替えて廃水中の有機物（BOD成分）の利用が広く行われ、目安として硝酸態窒素1に対しBOD3が消費され、有機汚泥0. 4が発生するとされる。これは曝気動力を要せずBOD除去が可能であることを示唆し、実際にこれを活用するべく各種の装置が設計、建設されている。
電解法など物理化学的除去法による場合が多い高濃度の産業廃液へも、条件次第で適用可能である。

## 同化による窒素除去
脱窒菌による窒素除去は異化代謝によるものだが、同化代謝により生体へ資化させて窒素除去を行おうとする方法もある。富栄養化が進んだ水域に増殖が速い水草などを植え付け、成長を待って繰り返し収穫する水生植物植栽法などが該当する。また、活性汚泥生物が増殖し余剰汚泥を引き抜けば、これも窒素除去となる。